# Lezhë (distrito)
Lezhë (albanês: Rrethi i Lezhës) é um dos 36 distritos da Albânia localizado na prefeitura de Lezhë. Sua capital é a cidade de Lezhë. Fica no noroeste do país. Outra localidade importante é Shëngjin.
Em Lezhë morreu, em 1468, Skanderbeg, herói albanês na luta contra os turcos otomanos.